# لودویگ ریس
لودویگ ریس (انگلیسی: Ludwig Riess؛ ۱ دسامبر ۱۸۶۱ – ۲۷ دسامبر ۱۹۲۸) مورخ، آموزگار، foreign advisor to Japan اهل آلمان بود.